# Dennenvlamhoed
De dennenvlamhoed (Gymnopilus penetrans) is een paddenstoel uit de familie Hymenogastraceae. De paddenstoel komt overwegend voor op dood naaldhout, vooral op bomen uit het geslacht Pinus.

## Beschrijving

### Uiterlijke kenmerken
Hoed
De goud- of oranjegele tot bruingele, gladde, enigszins vezelige, gewelfde tot vlakke hoed wordt 2 tot 7 cm groot. De rand van de hoed is lichter van kleur. 
Lamellen
De lamellen zijn in het jonge stadium geelachtig en verkleuren later naar bruinachtig gevlekt. Ze zijn aangehecht en zitten dicht op elkaar.
Steel
De 4 tot 7 cm lange en 0,4 tot 1 cm dikke steel is bleekgeel en met een wit velum overtrokken. Het is cilindrisch, meestal gebogen, aanvankelijk vol, later buisvormig.  Bij jonge exemplaren is een vezelige ringvormige zone aanwezig, een achterblijfsel van de sluier, die vervolgens verdwijnt. Aan de basis bevindt zich een wit mycelium.
Geur en smaak
Het vlees is geelachtig met een opdringerige, zoetige geur. De smaak is bitter.

### Microscopische kenmerken
De sporen zijn geelbruin, appelzaadvormig, fijnwrattig en meten 6,5-8,5 × 4-5,5 µm groot.

## Verspreiding
De soort komt van nature voor in Midden-Europa vanaf augustus tot in november. In Nederland komt hij zeer algemeen voor. Hij staat niet op de rode lijst en is niet bedreigd.

## Gelijkende soorten
Bij een sterke roodkleuring van het midden van de hoed is verwisseling met de uitgegroeide koningsmantel (Tricholomopsis rutilans) mogelijk. De steel van de koningsmantel verloopt echter geelrood.

## Foto's

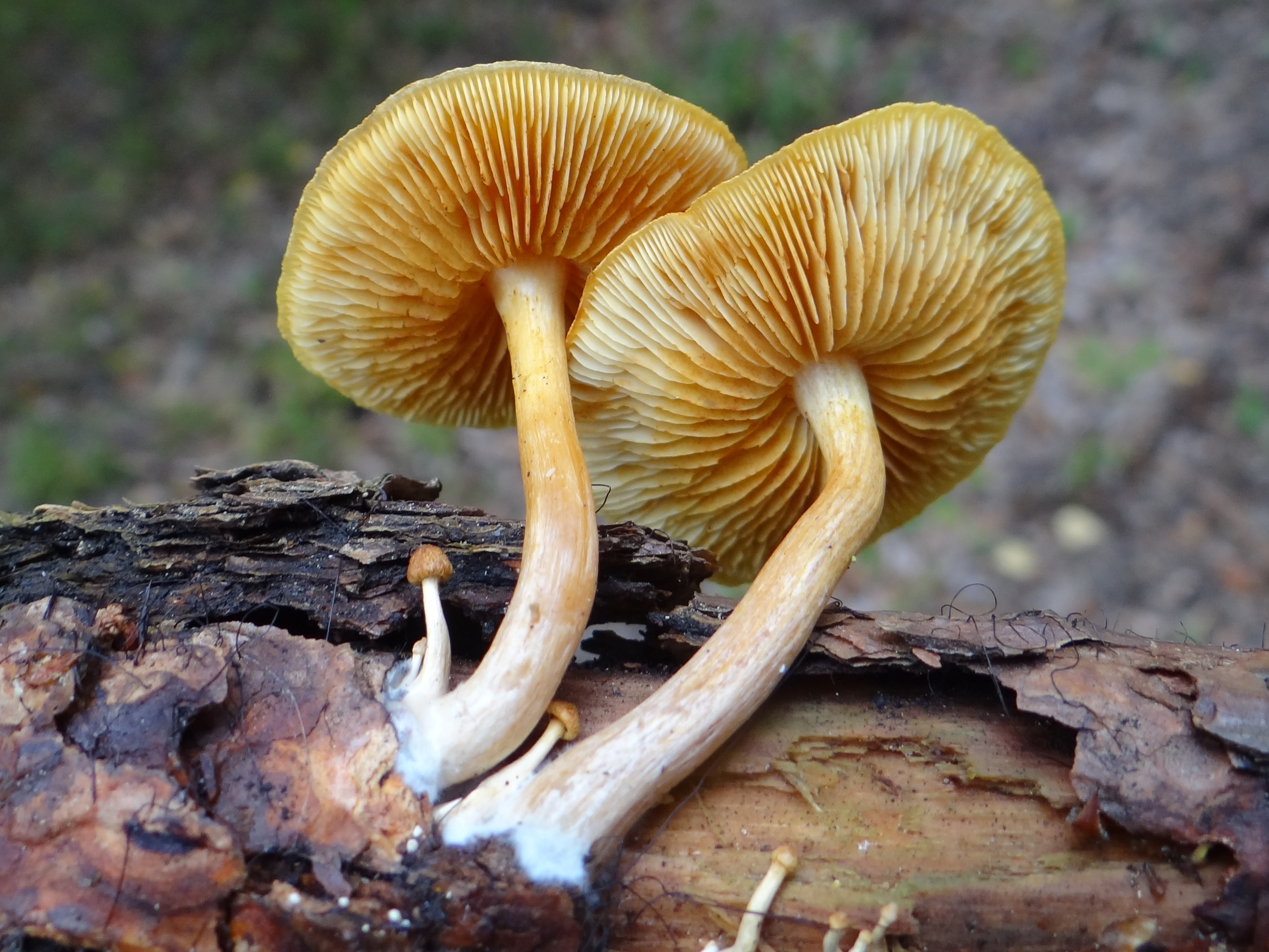
Steel en lamellen
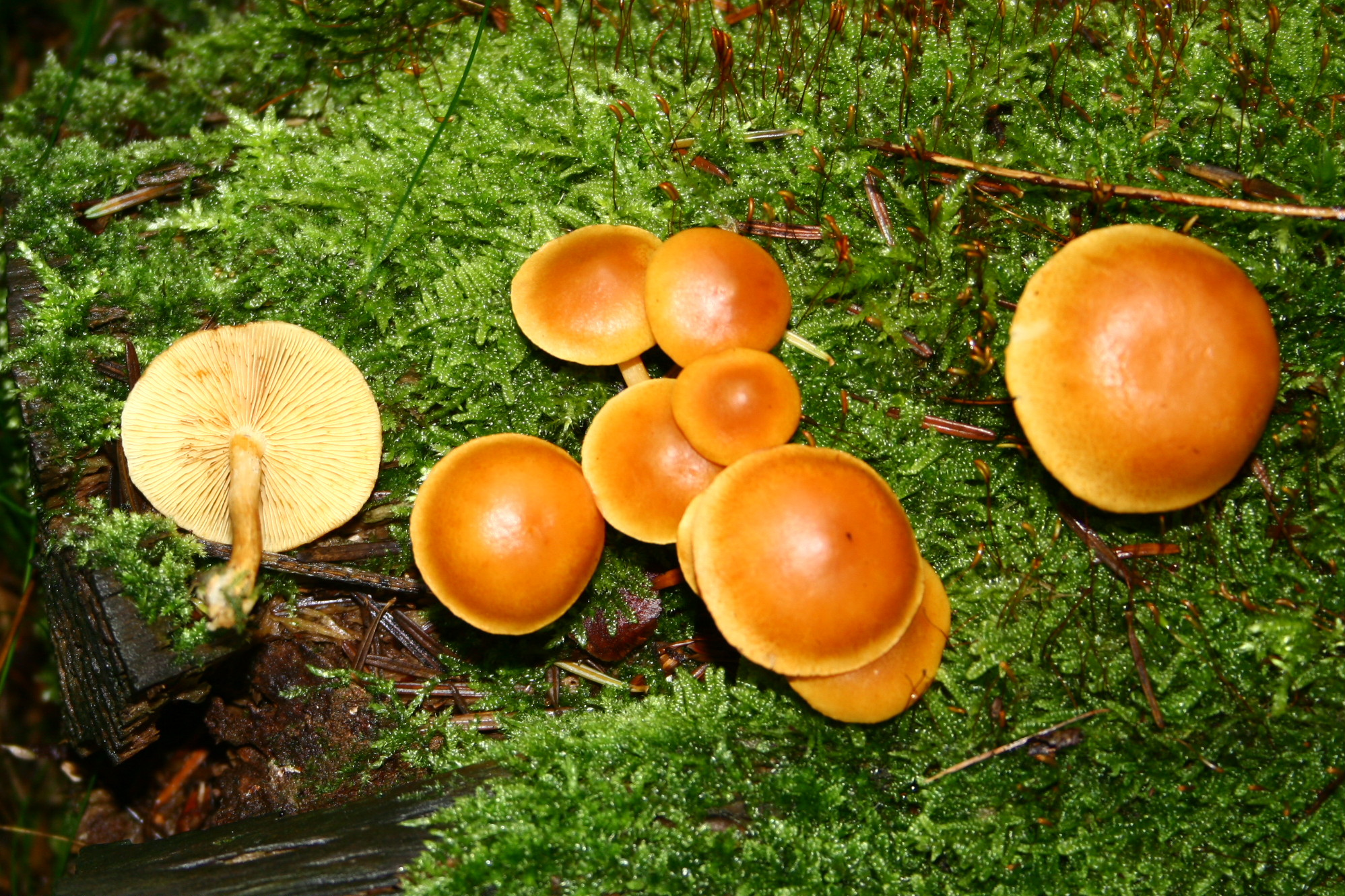
Hoedjes
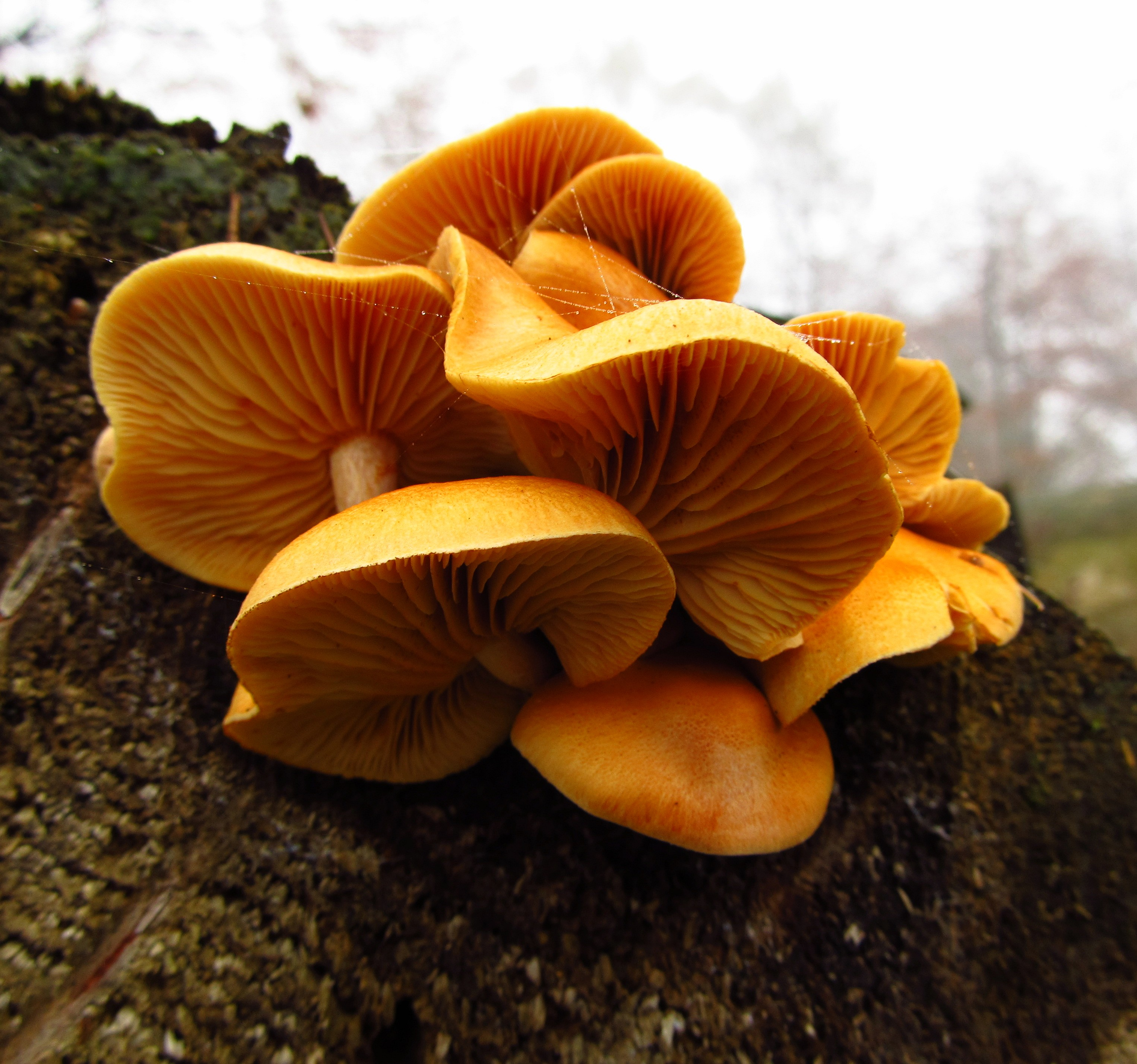
Lamellen
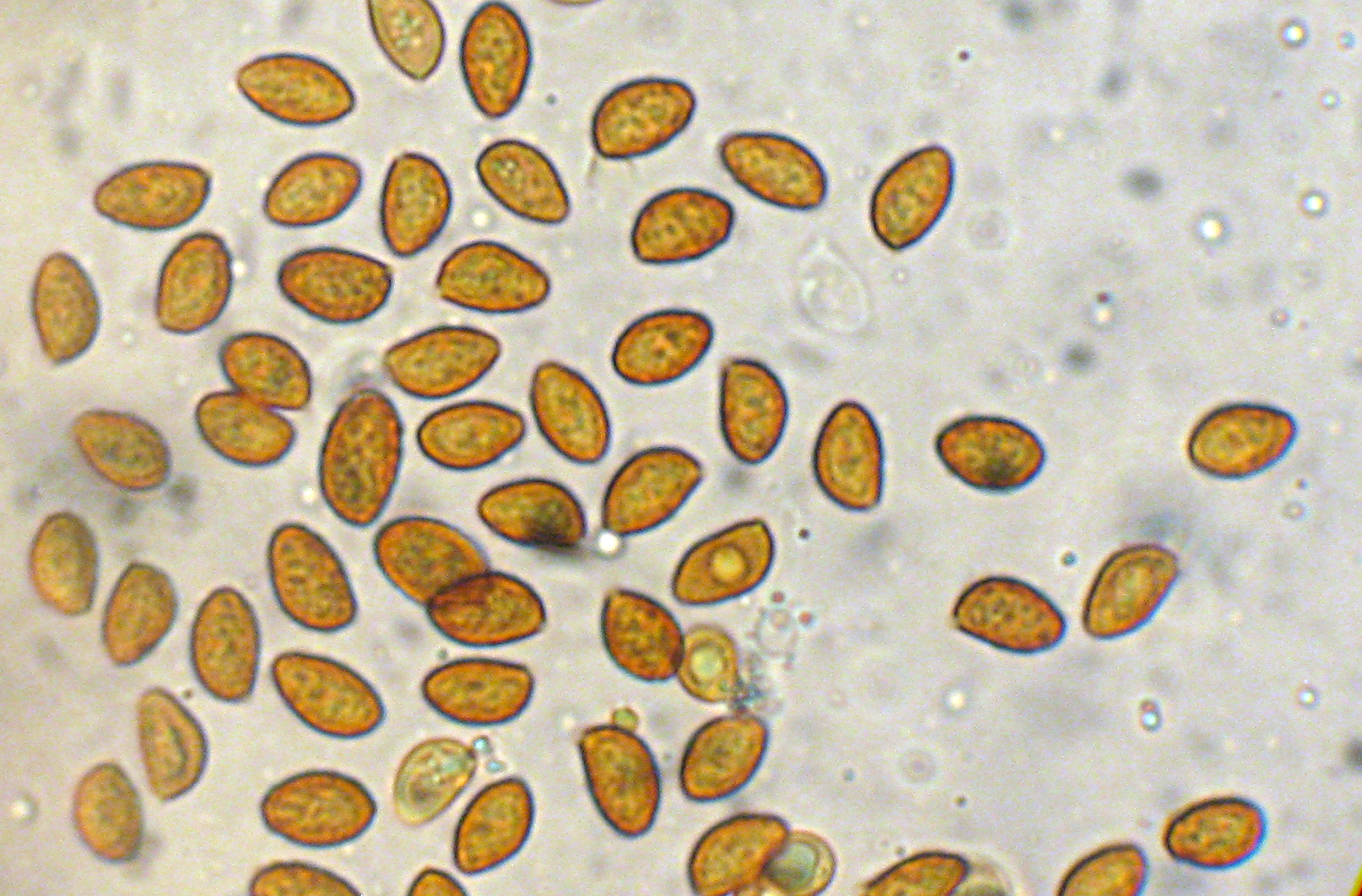
Sporen